# Ellingegård
Ellingegård er en herregård, beliggende ca. 7 km sydvest for Nykøbing Sjælland, i Højby Sogn i Odsherred i Nordvestsjælland.
Ellingegård Gods er på 140,4 hektar med Bøgebjerggård

## Ejere af Ellingegård
- (1380-1390) Gertrud Pedersdatter Grubbe
- (1390-1410) Gevert Bydelsbak ... Dronning Margrete 1.
- (1410-1492) Kronen
- (1492-1536) Roskilde bispestol
- (1536-1660) Kronen
- (1660-1679) Henrik Müller
- (1679-1689) Thomas Bartholin
- (1689-1694) Niels Mogensen Rasch
- (1694-1697) Gunde Vossbein
- (1697-1705) Hans Leegaard
- (1705-1724) Christian Wildenradt
- (1724-1750) Peder Svane
- (1750-1770) Jacob Hansen
- (1770-1776) Henrik Rosted
- (1776-1801) Christian 7.
- (1801-1830) H. J. Egtved
- (1830-1843) H. Jensen
- (1843-1880) Jacob Holm
- (1880-1907) V. H. Holm
- (1907) Enke Fru Holm
- (1907-1912) Konsortium
- (1912-1915) Frederik Thye
- (1915-1916) Udstykningsforeningen For Sjælland Og Fyns Stifter
- (1916-1917) Friese
- (1917-1918) J. Lawaetz
- (1918-1919) H. A. Olsen
- (1919-1921) Konsortium
- (1921-1922) Frits Knipschildt
- (1922-1963) Hans Poulsen
- (1963-1980) Hans Erik Poulsen
- (1980-) Ian Mikael Munkvad

## Udbygninger
- (1846) Nuværende hovedbygning opført